# Wahlkreis Glasgow Provan (Schottisches Parlament)
| Glasgow Provan           |
| ------------------------ |
| Glasgow Provan · Glasgow |
| Gebildet                 |
| 2011                     |
| Abgeordneter             |
| Ivan McKee (SNP)         |
| Regionen                 |
| Glasgow                  |

Glasgow Provan ist ein Wahlkreis für das Schottische Parlament. Er wurde im Jahre 2011 als einer von neun Wahlkreisen der Wahlregion Glasgow eingeführt, die im Zuge der Revision der Wahlkreise 2011 neu zugeschnitten wurde. Hierbei wurde der Wahlkreis Glasgow Provan im Wesentlichen aus den Gebieten der ehemaligen Wahlkreise Glasgow Baillieston und Glasgow Springburn zusammengesetzt. Er umfasst nordöstliche Glasgower Stadtbezirke, unter anderem Barmulloch, Dennistoun, Easterhouse und Hogganfield. Der Wahlkreis entsendet einen Abgeordneten. 
Der Wahlkreis erstreckt sich über eine Fläche von 29,9 km2.

## Wahlergebnisse

### Parlamentswahl 2011
| Ergebnisse der Parlamentswahl 2011 | Ergebnisse der Parlamentswahl 2011 | Ergebnisse der Parlamentswahl 2011 | Ergebnisse der Parlamentswahl 2011 |
| Partei                             | Kandidat                           | Stimmen                            | %                                  |
| ---------------------------------- | ---------------------------------- | ---------------------------------- | ---------------------------------- |
| Labour                             | Paul Martin                        | 10.037                             | 52,3                               |
| SNP                                | Anne McLaughlin                    | 7958                               | 41,5                               |
| Conservative                       | Majid Hussain                      | 777                                | 4,1                                |
| Liberal Democrats                  | Michael O’Donnell                  | 413                                | 2,2                                |
| Wahlbeteiligung: 19.185 (34,81 %)  |                                    |                                    |                                    |

### Parlamentswahl 2016
| Ergebnisse der Parlamentswahl 2016 | Ergebnisse der Parlamentswahl 2016 | Ergebnisse der Parlamentswahl 2016 | Ergebnisse der Parlamentswahl 2016 | Ergebnisse der Parlamentswahl 2016 |
| Partei                             | Kandidat                           | Stimmen                            | %                                  | ±                                  |
| ---------------------------------- | ---------------------------------- | ---------------------------------- | ---------------------------------- | ---------------------------------- |
| SNP                                | Ivan McKee                         | 13.140                             | 54,6                               | +13,1                              |
| Labour                             | Paul Martin                        | 8.357                              | 34,7                               | −17,6                              |
| Conservative                       | Annie Wells                        | 2.062                              | 8,6                                | +4,5                               |
| Liberal Democrats                  | Thomas Coleman                     | 518                                | 2,2                                | ±0,0                               |
| Wahlbeteiligung: 24.077 (43,17 %)  |                                    |                                    |                                    |                                    |

### Parlamentswahl 2021
| Ergebnisse der Parlamentswahl 2021 | Ergebnisse der Parlamentswahl 2021 | Ergebnisse der Parlamentswahl 2021 | Ergebnisse der Parlamentswahl 2021 | Ergebnisse der Parlamentswahl 2021 |
| Partei                             | Kandidat                           | Stimmen                            | %                                  | ±                                  |
| ---------------------------------- | ---------------------------------- | ---------------------------------- | ---------------------------------- | ---------------------------------- |
| SNP                                | Ivan McKee                         | 15.913                             | 52,9                               | −1,7                               |
| Labour                             | Martin McElroy                     | 8.683                              | 28,9                               | −5,8                               |
| Conservative                       | Annie Wells                        | 2.687                              | 8,9                                | +0,3                               |
| Green                              | Kim Long                           | 2.366                              | 7,9                                | +7,9                               |
| Liberal Democrats                  | Nicholas Moohan                    | 421                                | 1,4                                | −0,8                               |
| Wahlbeteiligung: 52 %              |                                    |                                    |                                    |                                    |